# 康克林公園 (愛達荷州)
康克林公園（英語：Conkling Park）是位於美國愛達荷州庫特內縣的一個人口普查指定地區。

## 地理
康克林公園的座標為47°24′16″N 116°45′30″W / 47.40444°N 116.75833°W，而該地最高點為海拔高度673米（即2208英尺）。

## 人口
根據2010年美國人口普查的數據，康克林公園的面積為2.71平方千米，當中陸地面積為2.71平方千米，而水域面積為0.00平方千米。當地共有人口43人，而人口密度為每平方千米15.87人。